# Otto Steenholdt
Otto Japhet Sivert David Steenholdt (* 27. September 1936 in Qeqertarsuatsiaq; † 20. Oktober 2016 in Klarup, Aalborg Kommune) war ein grönländischer Politiker (Atassut), Lehrer und Autor.

## Leben

### Frühe Jahre
Otto Steenholdt war der Sohn des Jägers Andreas Lars Rasmus Filemon Steenholdt (1901–1980) und seiner Frau Louise Johanne Abelone Judithe Jeremiassen (1913–?). Sein Großvater war der Landesrat Nathanael Steenholdt (1874–1919). Der Beamte Alibak (1934–2012) und der Politiker Konrad Steenholdt (* 1942) waren seine Brüder.
Otto Steenholdt war in seiner Jugend Robbenjäger, bevor er 1951 nach Aasiaat zog, wo er die Folkeskole besuchte. Von 1953 bis 1957 war er an der Realschule in Nuuk. Anschließend ließ er sich an Grønlands Seminarium zum Lehrer ausbilden. Von 1959 bis 1960 war er an der Hochschule in Vallekilde und machte ein Praktikum an der Schule in Esrum. Nach dem Abschluss wurde er 1960 Vertretungslehrer in Esrum und dann in Askov. Von 1962 bis 1966 besuchte er das Staatsseminarium in Vordingborg. Am 11. Dezember 1965 heiratete er die dänische Lehrerin Hanne Surland (* 1942), Tochter des Schuldirektors Aksel Surland (1915–?) und der Lehrerin Inger Remvig (1914–?). Ab 1966 war er Lehrer in Brørup und ab 1968 in Slagelse. 1970 kehrte er nach Grönland zurück und wurde Lehrer in Aasiaat.

### Politikkarriere
Für den Wahlkreis Aasiaat saß er nach der Landesratswahl 1971 in Grønlands Landsråd. Bei der Folketingswahl 1973 kandidierte er als Stellvertreter von Knud Hertling. Bei der Landesratswahl 1975 wurde er wiedergewählt. Bei der Folketingswahl im selben Jahr bildeten sich erstmals zwei politische Flügel und Otto Steenholdt war als erneuter Stellvertreter von Knud Hertling Teil des konservativen Flügels, aus dem später die Atassut hervorging.
Bei der Folketingswahl 1977 trat er selbst an und wurde ins Folketing gewählt, wofür er sein Lehramt aufgab. In den 1970er Jahren war Mitglied im Grønlandsrådet, im Hjemmestyreudvalg und in der Hjemmestyrekommission, womit er Teil der Einführung der Hjemmestyre im Jahr 1979 war. Als Mitglied der Atassut gelang ihm bei der ersten Parlamentswahl im Jahr 1979 der Einzug ins Inatsisartut. Bei der Folketingswahl 1979 wurde er wiedergewählt, ebenso wie 1981. Bei der Parlamentswahl 1983 und 1984 gelang ihm die Wiederwahl im Inatsisartut. Im selben Jahr war ihm bei der Folketingswahl 1984 auch der Wiedereinzug ins Folketing geglückt. Nach dem politischen Rückzug von Lars Chemnitz übernahm er im September 1984 den Parteivorsitz von ihm. Bei der Folketingswahl 1987 und der Parlamentswahl 1987 wurde er erneut wiedergewählt, ebenso wie bei der Folketingswahl 1988. 1989 musste er sich bei der Wahl zum Parteivorsitz knapp seinem Bruder Konrad Steenholdt geschlagen geben. Bei der Folketingswahl 1990 und der Parlamentswahl 1991 konnte er jeweils erneut einen Sitz erreichen, ebenso bei der Folketingswahl 1994 und der Parlamentswahl 1995.
Bei der Folketingswahl 1998 musste er sich der 25-jährigen Ellen Kristensen geschlagen geben und schied nach 21 Jahren Zugehörigkeit aus dem Folketing aus, womit er grönländischer Rekordhalter ist. Bei der Parlamentswahl 1999 wurde er erneut ins Inatsisartut gewählt. Er kam mit seiner persönlichen Niederlage gegen Ellen Kristensen nicht zurecht und begann sie zu schikanieren, woraufhin er nach anderthalb Jahren Streit im April 2000 aus der Atassut ausgeschlossen wurde und die Legislaturperiode parteilos zuendebrachte. Bei der Folketingswahl 2001 trat er als Einzelkandidat an, wurde aber nicht gewählt, während auch Ellen Kristensen ihren Sitz wieder verlor. Auch bei der Parlamentswahl 2002 kandidierte er ohne Parteizugehörigkeit, wodurch er nicht mehr genügend Stimmen erzielen konnte und nach 31 Jahren aus dem Inatsisartut ausschied. Bei der Wahl 2005 durfte er wieder für die Atassut antreten und erreichte den dritten Nachrückerplatz, von dem aus er 2006 kurzzeitig als Stellvertreter noch einmal Parlamentsmitglied wurde, verzichtete aber den Rest der Legislaturperiode und beendete seine Politikkarriere mit rund 70 Jahren. In seiner Zeit als Politiker war er Mitglied unzähliger Kommissionen, Ausschüsse und Räte.

### Späteres Leben
Zum Ende seiner Politikkarriere wendete sich Otto Steenholdt dem Schriftstellertum zu. 1997 und 2001 veröffentlichte er seine ersten beiden Romane. 2012 erschien seine Autobiografie Strejflys over mit liv. Otto Steenholdt war Ritter 1. Klasse des Dannebrogordens. Zudem erhielt er am 21. Juni 1989 den Nersornaat in Silber. Er lebte mit seiner Familie in Klarup. Er starb 2016 im Alter von 80 Jahren und hinterließ seine Frau, zwei Söhne und fünf Enkelkinder.

## Werke
- 1997: Tarnima qimakkumanngisaa, dän. Stedet min sjæl ikke vil forlade (dt.: Der Ort, den meine Seele nicht verlassen wird)
- 2001: Inuillisimasup ikioqqunera, dän. Eneboerens henvendelse (dt.: Bitte eines Einzelgängers)
- 2012: Strejflys over mit liv (dt.: Streiflicht über mein Leben)